# Léon Blum (médecin)
Pour les articles homonymes, voir Blum.
Ne pas confondre avec l'homme politique français Léon Blum.
Léon Léonce Arrody Blum dit Léon Blum, né le 7 décembre 1878 à Fegersheim et mort le 6 mars 1930 à Strasbourg, est un médecin néphrologue et diabétologue strasbourgeois, promoteur de l'insulinothérapie en France, fils du rabbin Félix Blum (1847-1925), père d'Étienne-Émile Baulieu, coinventeur de la pilule RU 486, professeur honoraire au Collège de France, président de l'Académie des sciences française en 2003 et 2004, de Suzanne de Brunhoff, économiste au Centre national de la recherche scientifique (CNRS), belle-fille du créateur de Babar, grand-père de Vincent Peillon, ministre de l'Éducation nationale de 2012 à 2014,.

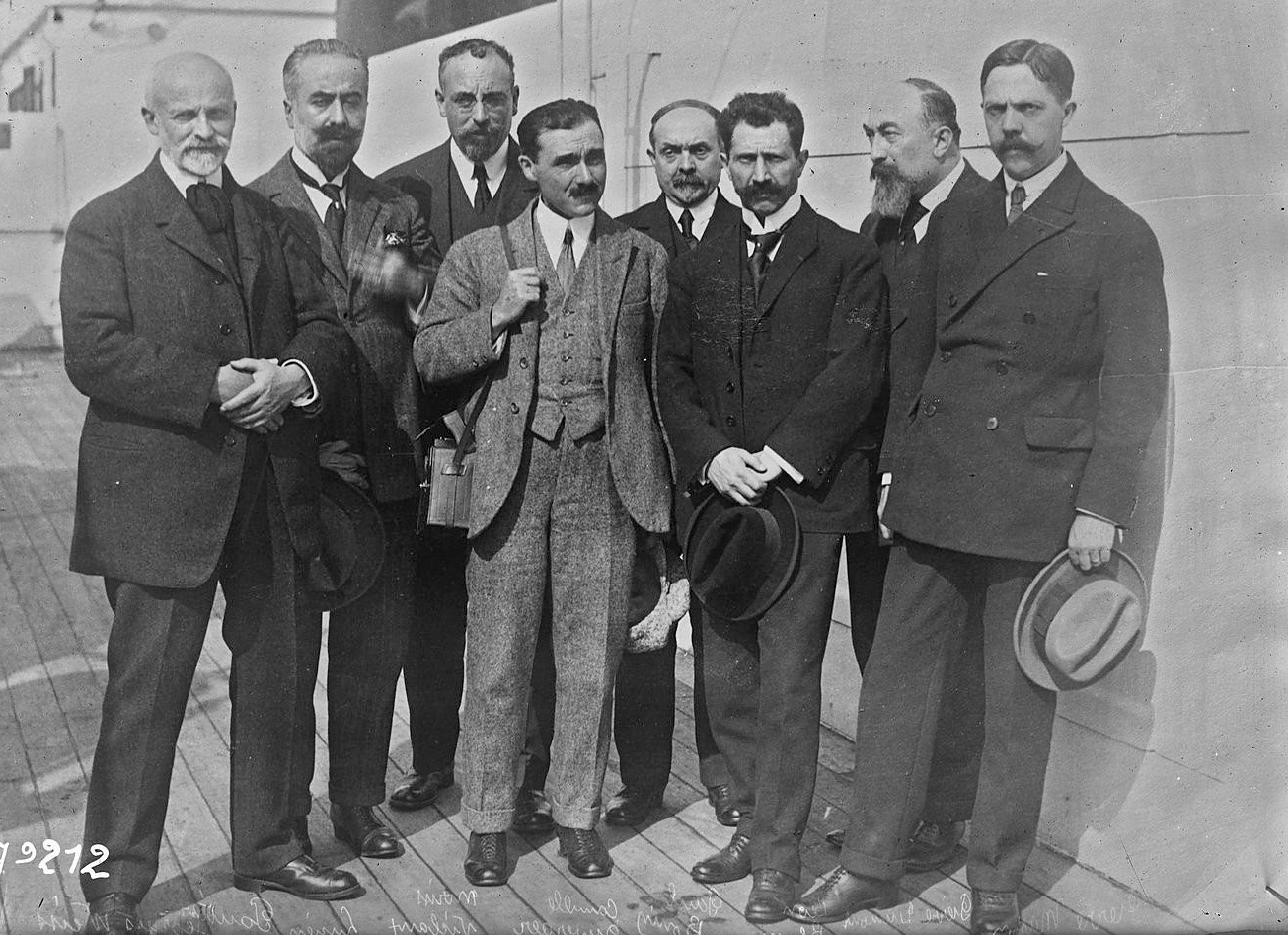
Mission d'étude aux États-Unis (concernant la fabrication de manière semi-industrielle de l'insuline d'origine extractive), avec, de gauche à droite : Georges Weiss, Lucien-Marie Pautrier, Maurice Nicloux, Camille Duverger, Pol Bouin, Léon Blum, Pierre Dumont et Pierre Masson. Collection de la Bibliothèque nationale de France.

## Biographie
Léon Blum est né le 7 décembre 1878 à Fegersheim, dans une vieille famille juive alsacienne. Son père, Félix Blum, né le 10 février 1847 à Bischheim et mort le 4 mai 1925 à Strasbourg,  est le rabbin de Fegersheim. Sa mère est Jeannette Lederman, née le 12 décembre 1853, à Fegersheim et morte le 27 janvier 1921 à Mulhouse,,.
Felix Blum et Jeannette Lederman se marient le 18 octobre 1875 à Fegersheim. À part Léon Blum, ils ont 4 autres enfants : Émilie Blum, née en 1879 et morte de la diphtérie en 1898, Alice Blum (1881-) épouse d'Armand Lièvre de Troyes, Laura (Laure Clémence) Blum (1883-1978) et Albert Blum, né à Phalsbourg en 1889, propriétaire de l'Usine des Capucins, fabricant de bas pour dames,.

### Études
Léon Blum fait ses premières études à Fegersheim, puis à Phalsbourg dont son père devient le rabbin. Il étudie au collège de Phalsbourg. Il va ensuite au Stadtlyzeum (lycée de la ville) de Strasbourg (l'actuel lycée Fustel de Coulanges). Il obtient son Abitur à 17 ans et passe son  baccalauréat français en Sciences avec la mention très bien, à Orléans, où vit une tante maternelle.

### Médecine
En 1896, il entre à la Faculté de médecine de Strasbourg (liée alors à la Kaiser Wilhelms Universität). Il termine une double spécialisation en chimie biologique (chimie physiologique) et en médecine interne. Il poursuit ses études à Berlin avec Karl Anton Ewald, puis à Paris avec Fernand Widal. Il est un assistant de Friedrich Daniel von Recklinghausen, en anatomie pathologique et un assistant de Bernhard Naunyn, au service de médecine interne, étant chef des laboratoires de la Clinique médicale de 1906 à 1919. Il devient Privatdozent en 1906. En 1913, est promu "Ausserordenlicher Professor" (professeur agrégé) et devient docteur ès-sciences.
Bernhard Naunyn, dont il est l'assistant, est un pionnier de la diabétologie, ayant publié l'ouvrage Der Diabetes Mellitus en 1898 à Vienne.

### Mariages
Il épouse le 26 août 1912, à Bâle, en Suisse, Sophie-Agathe (Agathe Sophie) Dreyfus-Strauss(en), fille d'un banquier.  Née en 1890 à Bâle, elle meurt précocement le 23 octobre 1918 à Strasbourg, à l'âge de 28 ans.
Il se remarie le 21 janvier 1926 à Paris avec Thérèse Lion. Née le 4 novembre 1894 à Caen, elle mourra le 2 avril 1985 à Neuilly-sur-Seine. Elle est une avocate internationale, agrégée d'anglais, prix de conservatoire de piano, ancienne attachée de cabinet au ministère de l'Intérieur dont le titulaire est Maurice Bokanowski. 
Ils ont 3 enfants: Étienne-Émile Blum (le futur Étienne-Émile Baulieu) né le 12 décembre 1926 à Strasbourg et mort le 30 mai 2025 à Paris, Suzanne Blum (épouse de Brunhoff), née le 16 juin 1929 à Strasbourg et morte le 12 mars 2015 à Paris 12e, une chercheuse et enseignante en économie, et Françoise Blum, épouse Peillon (mère de Vincent Peillon, ministre de l'Éducation nationale), née en juillet 1930, soit quatre mois après la mort de Léon Blum, mariée à un banquier, spécialiste de la physiopathologie de l'hypophyse et de la prolactine et directrice de recherche à l'Institut national de la santé et de la recherche médicale (INSERM).

### Première Guerre mondiale
Durant la Première Guerre mondiale, il est mobilisé comme médecin spécialiste dans les services sanitaires du front, puis comme inspecteur médical d'un corps d'armée allemand stationné à Strasbourg. Il reçoit la Croix de fer mais également la Croix de guerre 1914-1918 et la Légion d'honneur, par décret du 31 juillet 1919. En effet, bien que servant l'armée allemande, il fait parvenir aux Alliés des cartes postales les informant du volume quotidien des urines des officiers allemands qu'il soigne, donnant une indication sur leur localisation. Ainsi, les mouvements des régiments allemands peuvent être suivis grâce à des informations transmises aux services secrets anglais via la Suisse par l'intermédiaire de son épouse Sophie-Agathe Dreyfuss-Strauss de Bâle, où elle se rend sans problème.  

### La nouvelle Faculté de médecine "française" de Strasbourg
Influencé par son père, francophile, Léon Blum voit favorablement le retour de l'Alsace à la France. Avec la fin de la Première Guerre mondiale, il faut établir une Faculté de médecine "française" à Strasbourg. Le professeur Georges Weiss de la Faculté de médecine de Paris est chargé par le président de la République, Raymond Poincaré, de mettre en place cette nouvelle faculté. Georges Weiss demande à  Léon Blum de choisir ceux qui en feront partie.
Il devient titulaire de la chaire de la Clinique médicale.

### Insulinothérapie
Léon Blum est le premier européen à fabriquer, en décembre 1922, de manière semi-industrielle, de l’insuline
d’origine extractive. Il initie l’insulinothérapie à grande échelle en France.

### Physiologie rénale
Il est connu en néphrologie pour sa mise au jour, entre 1927 et 1930, en coopération avec ses élèves Camille Van Caulaert et Pierre Grabar, de l’azotémie (rétention de l’urée dans le sang) par manque de sel, concept novateur avec des retombées pratiques et thérapeutiques majeures.

### Mort
Léon Blum est mort le 6 mars 1930, quelques jours après avoir été atteint d'une hémiplégie, exerçant ses fonctions pratiquement jusqu'à sa mort. Ses obsèques sont grandioses. Les professeurs de la Faculté de médecine revêtus de la toge et de leur toque y participent. Il est enterré au cimetière israélite de Cronenbourg. Sa veuve et ses enfants s'installent à Paris.

## Honneurs
- Croix de Fer (Première Guerre mondiale)[12]
- Croix de guerre 1914-1918[12]
- Chevalier de la Légion d'honneur en 1919 (au titre de la Première Guerre mondiale)[12]
- Bâtiment Léon Blum en forme de pagode à l'Hôpital civil de Strasbourg[13]

## Élèves
- Albert Schweitzer[12]
- Joseph Weill[14]

## Publications
- Léon Blum, Camille Van Caulaert, Pierre Grabar. Néphrite aiguë avec syndrome azotémique grave provoqué par le manque de sel. Masson & cie, Paris. 1928